# Quartier des Arts-et-Métiers
Pour les articles homonymes, voir Arts et métiers.
Le quartier des Arts-et-Métiers est le 9e quartier administratif de Paris situé dans le 3e arrondissement.
Il doit son nom au Conservatoire national des arts et métiers présent dans ce secteur, et parfois surnommé "Arzème".

## Délimitation
Au nord, formant limite avec le 10e arrondissement, la partie du boulevard Saint-Denis entre le boulevard Sébastopol et la rue Saint-Martin, le boulevard Saint-Martin et la partie sud-ouest de la place de la République ; à l'est, formant limite avec le quartier des Enfants-Rouges, la rue du Temple ; au sud formant limite avec le quartier Sainte-Avoye, la rue des Gravilliers et la partie de la rue Turbigo entre la rue Saint-Martin et le boulevard Sébastopol ; et à l'ouest, à la limite du 2e arrondissement, le boulevard Sébastopol.

## Histoire
La plus grande partie de son territoire à l'exception de l'espace compris entre la rue Saint-Martin et le boulevard Sébastopol correspond à la partie nord du lotissement du domaine de l'abbaye de Saint-Martin-des-Champs urbanisé au début du XIIIe siècle pour créer le bourg Saint-Martin-des-Champs.
Une partie du quartier est le plus ancien quartier asiatique de Paris.

Les quartiers administratifs du 3e arrondissement.
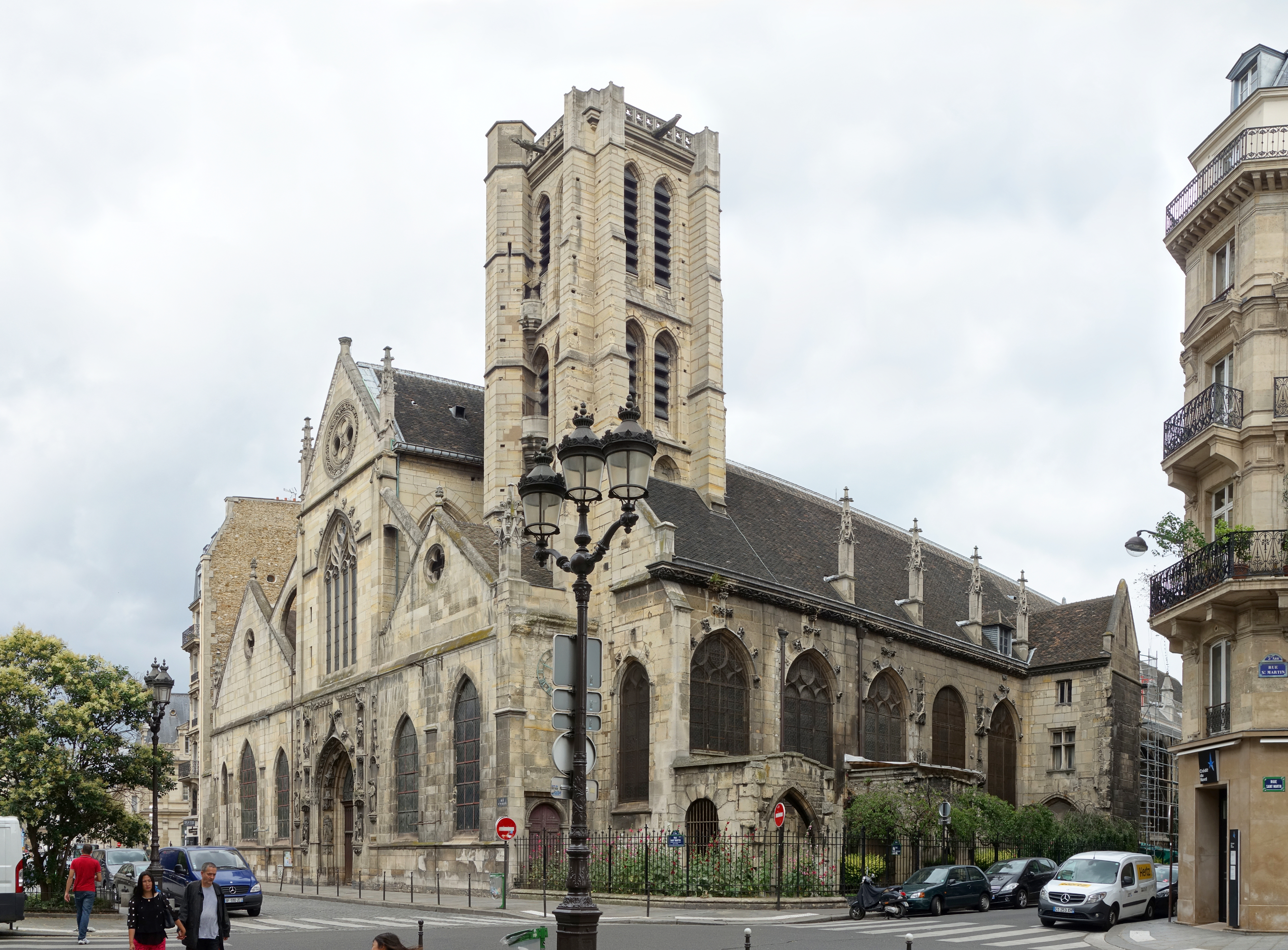
L'église Saint-Nicolas-des-Champs.
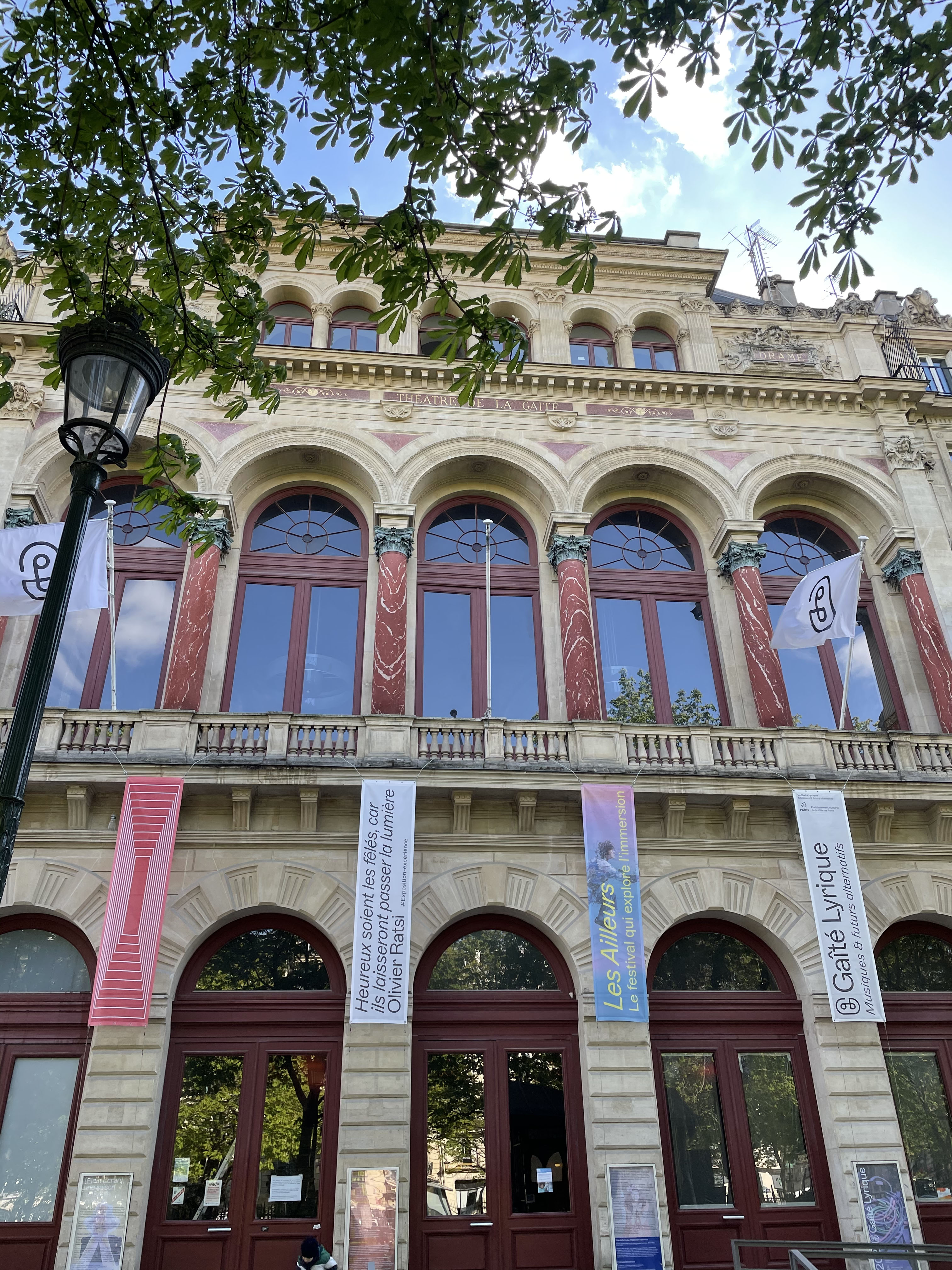
La Gaîté Lyrique, établissement culturel de la Ville de Paris consacré aux arts numériques et aux musiques actuelles.

## Lieux
- Le Conservatoire national des arts et métiers
- L’église Saint-Nicolas des Champs
- L'église Sainte-Élisabeth-de-Hongrie
- La Gaité Lyrique
- Le square du Général-Morin
- Le square Émile-Chautemps